# Пантелеєво (Лузький район)
Пантелі́єво (рос. Пантелеево) — присілок у складі Лузького району Кіровської області, Росія. Входить до складу Лальського міського поселення.
Населення становить 49 осіб (2010, 69 у 2002).
Національний склад станом на 2002 рік — росіяни 96 %.